# Biozone

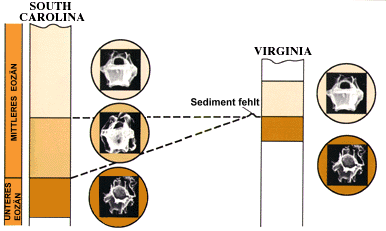
Principe van biostratigrafie. In de figuur zijn de sedimentaire pakketten van twee locaties als lithologische colommen weergegeven. De opeenvolgingen van drie biozones maakt correlatie mogelijk. Geheel links staat de chronostratigrafie.

Een biozone is een opeenvolging van gesteentelagen afgezet in een bepaald tijdperk, dat wordt gekenmerkt door een bepaalde fossielinhoud en zich daarmee onderscheidt van wat eraan voorafgaat en van wat er op volgt. Biozones zijn meestal gebaseerd op één fossielgroep, bijvoorbeeld Ammonieten. 
Een reeks van dergelijke zones die elkaar in de tijd opvolgen heet een biozonering. Er kunnen verschillende biozoneringen, elk gebaseerd op een eigen fossielgroep, op dezelfde plek naast elkaar bestaan. De grenzen tussen zones uit de ene biozonering hoeven niet overeen te komen met grenzen uit een biozonering die op een andere fossielgroep gebaseerd is. Aangezien iedere plant- of diergroep zijn eigen ontwikkeling doormaakt, is dat ook niet waarschijnlijk. Als dat bij één of meer verschillende biozoneringen wel het geval is, dan is de kans groot dat er op die overeenkomende grens een hiaat aanwezig is, of dat er sprake is van een allesbepalende gebeurtenis (zoals wordt aangenomen voor de Krijt-Tertiair grens). 
Het wetenschappelijk vakgebied dat zich met de studie van biozones bezighoudt is de biostratigrafie. 

## Soorten biozones
Er worden in de biostratigrafie een aantal typen van biozones onderscheiden (de naamgeving is in het Engels). In alfabetische volgorde:
- Acme Zone, andere namen Abundance Zone, Peak Zone, of kortweg Acme - Dat deel van de range zone (zie hier onder) van een soort waarin deze zeer algemeen is of een associatie zelfs volledig domineert. Omvat vaak een relatief korte periode.

- Assemblage Zone, ook wel Cenozone - Een biozone gekenmerkt door een natuurlijk gezelschap (assemblage) van soorten dat zich onderscheidt van het soortengezelschap van aangrenzende strata. Een assemblage zone wordt vernoemd naar drie soorten (meestal de algemeenst voorkomende) uit het gezelschap. Het is echter niet noodzakelijk dat die twee naamgevende soorten ook daadwerkelijk aanwezig zijn: als de kenmerkende assemblage er maar is. Een voorbeeld is de Zone van Mya arenaria en Hydrobia ulvae.

- Concurrent Range Zone, ook wel: Overlap Zone of Range Overlap Zone - Een biozone waarin het laatste deel van de range van een soort samenvalt met het eerste deel van de range van een andere soort. De basis van de zone wordt dus gedefinieerd door het eerste voorkomen van de ene soort en de top door het laatste voorkomen van de andere soort. De zone wordt naar deze beide soorten vernoemd. Een Concurrent Range Zone lijkt veel op een Oppel Zone en wordt door sommige biostratigrafen wel als synoniem beschouwd.

- Interval Zone, ook wel Biointerval Zone - Een biozone die wordt gekenmerkt door de grenzen van twee kenmerkende aangrenzende biozones. Een Interval Zone wordt dus bepaald door de bovengrens van de voorafgaande biozone en de ondergrens van de biozone die op de Interval Zone volgt. Een Interval Zone wordt vernoemd naar de beide aangrenzende biozones: Interval Zone Biozone X/Biozone Y.

- Interzone - Een laagpakket dat gekenmerkt wordt door de (bijna) afwezigheid van fossielen, door wat voor oorzaak dan ook. Dergelijk gesteente wordt fossielarm, fossielloos of steriel genoemd (Engels: barren of unfossiliferous). De afwezigheid van fossielen kan primair zijn omdat er geen planten en dieren leefden of omdat de omstandigheden ongunstig waren voor het ontstaan van fossielen. Afwezigheid kan ook secundair zijn doordat bijvoorbeeld door de inwerking van zuren die bij bodemvormende processen ontstaan alle kalk van de oorspronkelijk wel in de laag aanwezige fossiele schelpen heeft opgelost. Een interzone wordt verder op vergelijkbare manier als een Interval Zone gedefinieerd, nl door de voorafgaande en de opvolgende biozones.

- Oppel Zone, ook wel Multifossil Range Zone - Dit is een striktere vorm van de assemblage zone. Een Oppel zone bestaat uit een selectie van soorten die min of meer concurrent (zie boven) zijn. Bovendien worden begin en eind van de zone gekenmerkt door het min of meer gelijktijdig zijn van eerste en laatste optredens van de geselecteerde soorten. Voor het overige gelden alle kenmerken van de assemblage zone. De term Oppel zone wordt niet vaak gebruikt, maar het concept wordt in de biostratigrafie vaak gebruikt. De zone is vernoemd naar de Duitse geoloog Albert Oppel (1831-1865).

- Partial Range Zone, ook wel Local Range Zone - Dit is het bereik waarin een soort op een bepaalde plek aanwezig is. Meestal is dat maar een gedeelte van het totale fossiele voorkomen van die soort.

- Range Zone, ook wel: Total Range Zone - De volledige periode waarin een soort aanwezig is. Het gaat hier om de optelsom van alle local range zones en het betreft zowel de verticale (de tijd) als de horizontale (de geografie) aanwezigheid.

De genoemde biozones staan niet in een hiërarchische positie ten opzichte van elkaar, behalve als er sprake is van een 'supra'- of 'sub'-zone. Deze prefixen moeten wel vermeld worden. Een supra-zone bevat minstens twee zones. Als binnen een zone sprake is van zones met lagere rangorde dan zijn dat sub-zones. Een voorbeeld hiervan is de Zone van Turritella triplicata en Yoldia semistriata die onderverdeeld is in twee subzones.
Sommige van deze verschillende typen zones (gebaseerd op dezelfde fossielgroep) kunnen ook naast elkaar voorkomen. Zo kan bijvoorbeeld de acme zone van soort Y optreden in de assemblage zone van soorten A en B.
Naast deze definities van verschillende typen biozones wordt veel gebruikgemaakt van het verschijnen en verdwijnen van soorten. Hierbij wordt het volgende onderscheiden:
- Eerste Optreden - Het punt in een geologische sectie waarop een soort voor het eerst verschijnt. Vaak afgekort tot: FAD (First Appearance Datum)
- Laatste Optreden - Het punt in een geologische sectie waarop een soort voor het laatst aanwezig is. Vaak afgekort tot: LAD (Last Appearance Datum)
- Eerste algemene aanwezigheid - Het punt in een geologische sectie waarop een soort voor het eerst algemeen aanwezig is. Vaak afgekort tot: FCAD (First Common Appearance Datum)
- Laatste algemene aanwezigheid - Het punt in een geologische sectie waarop een soort voor het laatst algemeen aanwezig is. Vaak afgekort tot: LCAD (Last Common Appearance Datum).